# Pointe du Courant
Pour les articles homonymes, voir Courant.
La pointe du Courant est un cap de la Guadeloupe situé à Saint-François en Grande-Terre.

## Géographie
Le cap marque l'extrémité ouest de la plage des Raisins Clairs.